# Jason Biggs

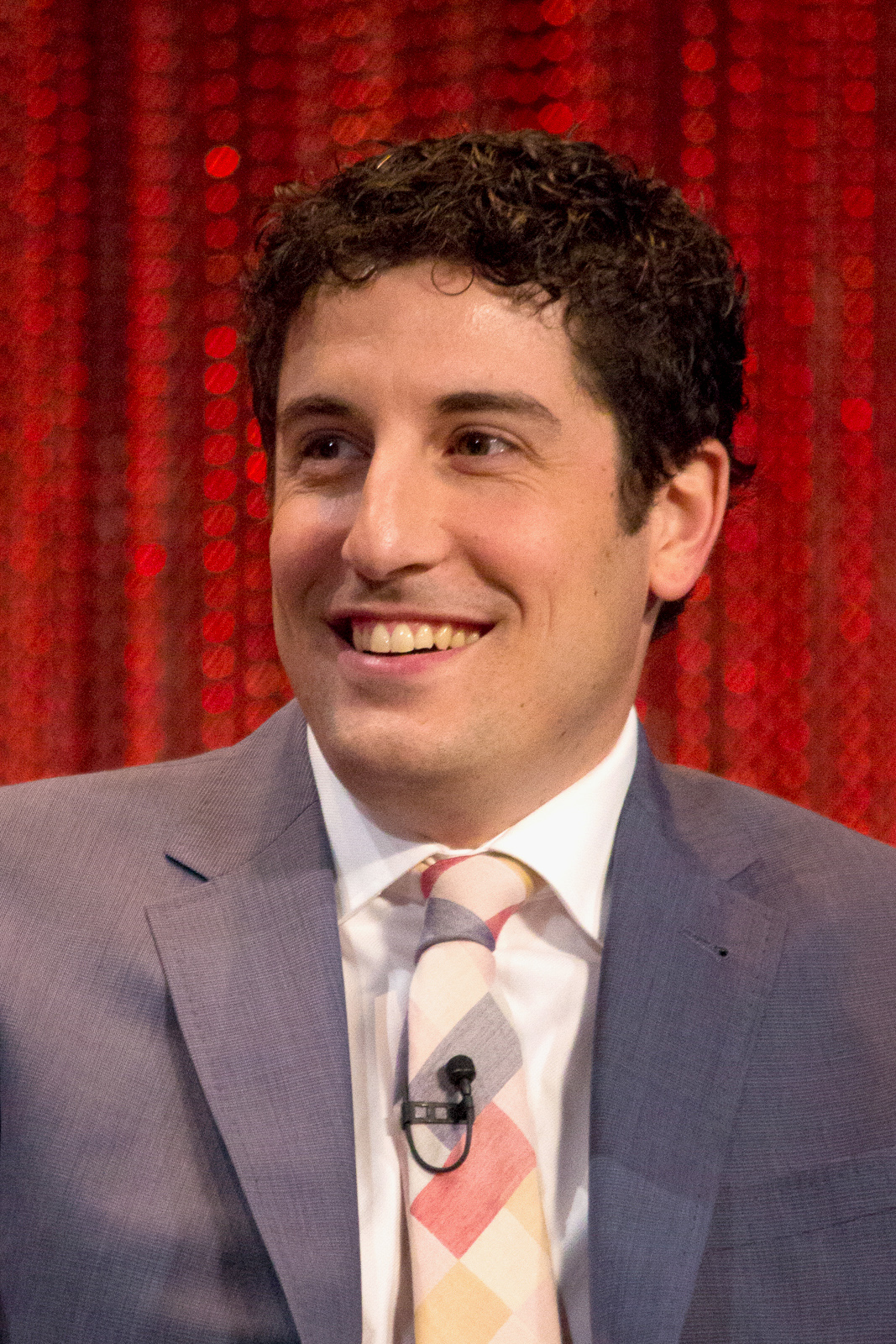
Jason Biggs (2014)

Jason Matthew Biggs (* 12. Mai 1978 in Pompton Plains, New Jersey) ist ein US-amerikanischer Schauspieler.

## Leben
Biggs wurde als Sohn von Gary und Angela Biggs in Hasbrouck Heights, New Jersey, geboren und hat zwei Schwestern (* 1971 und * 1980). Jason Biggs begann im Alter von fünf Jahren mit der Schauspielerei durch Auftritte in verschiedenen nationalen Werbekampagnen. Ab 1991 spielte er in der Sitcom Drexell’s Class des Senders FOX mit, welche aber nach einer Staffel wieder abgesetzt wurde. Im gleichen Jahr hatte er sein Broadway-Debüt an der Seite von Judd Hirsch in dem Stück Conversations With My Father (Gespräche mit meinem Vater) von Herb Gardner. 1994 und 1995 spielte Biggs die Rolle des Pete Wendell in der Seifenoper Jung und Leidenschaftlich – Wie das Leben so spielt.
Nach dem Verlassen der Highschool 1996 begann er kurzzeitig ein Studium an der New York University sowie der Montclair State University in New Jersey. Er brach dies jedoch ab, um weiter als Schauspieler zu arbeiten. 1997 war er Co-Hauptdarsteller in der nur kurzzeitig laufenden Fernsehserie Camp Stories. Der Durchbruch gelang Biggs 1999 mit der Teenager-Komödie American Pie – Wie ein heißer Apfelkuchen. Sein Talent überraschte Agenten und Kritiker, und von nun an konnte er unter verschiedenen Rollenangeboten wählen. Er spielte danach u. a. Rollen in den Filmkomödien Loser – Auch Verlierer haben Glück, Boys, Girls & a Kiss und American Pie 2. Die deutsche Synchronstimme von Jason Biggs ist Kim Hasper. 
Seit April 2008 ist Biggs mit der Schauspielerin Jenny Mollen verheiratet und hat mit ihr zwei gemeinsame Söhne. 2018 räumte der Schauspieler via Instagram ein, jahrelang unter Alkohol- und Drogenproblemen gelitten zu haben, nunmehr jedoch davon kuriert zu sein.

## Filmografie (Auswahl)
- 1999: American Pie – Wie ein heißer Apfelkuchen (American Pie)
- 2000: Loser – Auch Verlierer haben Glück (Loser)
- 2000: Boys, Girls & a Kiss (Boys and Girls)
- 2000: Teenage Dirtbag von Wheatus (Musikvideo)
- 2001: American Pie 2
- 2001: Prozac Nation – Mein Leben mit der Psychopille (Prozac Nation)
- 2001: Zickenterror – Der Teufel ist eine Frau (Saving Silverman)
- 2001: Jay und Silent Bob schlagen zurück (Jay and Silent Bob Strike Back)
- 2003: American Pie – Jetzt wird geheiratet (American Wedding)
- 2003: Anything Else
- 2004: Jersey Girl
- 2004: Frasier (Fernsehserie, Folge 11x23-11x24)
- 2005: Guy X
- 2005: Will & Grace (Fernsehserie, 1 Folge)
- 2006: Antarctica – Gefangen im Eis (Eight Below)
- 2006: Blind Wedding – Hilfe, sie hat ja gesagt (Wedding Daze)
- 2008: Nur über ihre Leiche (Over Her Dead Body)
- 2008: Männer sind Schweine (My Best Friend’s Girl)
- 2010: The Third Rule
- 2011: L!fe Happens – Das Leben eben! (L!fe Happens)
- 2011: Mad Love (Fernsehserie, 13 Episoden)
- 2012: American Pie: Das Klassentreffen (American Reunion)
- 2012–2013: Good Wife (Fernsehserie, 2 Episoden)
- 2012–2013: Teenage Mutant Ninja Turtles (Fernsehserie, Stimme)
- 2013–2014: Orange Is the New Black (Fernsehserie, 26 Folgen)
- 2016: Amateur Night
- 2017: Angry Angel – Der Himmel muss warten
- 2017: Lieber Diktator (Dear Dictator)
- 2017: Who We Are Now
- 2019: Jay and Silent Bob Reboot
- 2020: Outmatched (Fernsehserie, 10 Folgen)
- 2020: The Masked Singer (Fernsehsendung, Gastjuror Episode 3x02)
- 2022: Law & Order: Special Victims Unit (Fernsehserie, 2 Episoden)
- 2023: Best. Christmas. Ever!
- 2024: Operation Taco Gary’s